# Schleusingen
Schleusingen és una ciutat situada al districte d'Hildburghausen, a l'estat federat de Turingia (Alemanya), a una altitud de 380 metres. La seva població a la fi de 2016 era d'uns 5400 habitants i la seva densitat poblacional, 150 hab/km².
Està situada a poca distància al nord de la frontera amb l'estat de Baviera.

## Fills il·lustres
- Gustav Heim (1879-1933), músic.